# Відкритий чемпіонат Франції з тенісу 1984
Відкритий чемпіонат Франції з тенісу 1984 — тенісний турнір, що проходив на відкритому повітрі на ґрунтових кортах Стад Ролан Гаррос у Парижі з 28 травня по 10 червня 1984 року. Це був 83-й Відкритий чемпіонат Франції, перший турнір Великого шолома в календарному році. 

## Огляд подій та досягнень
У чоловіків минулорічний чемпіон Яннік Ноа програв у чвертьфіналі, а турнір виграв Іван Лендл, для якого це був перший титул Великого шолома.
У жінок минулорічна чемпіонка Кріс Еверт програла у фіналі Мартіні Навратіловій. Для Навратілової це була друга і остання перемога на паризьких кортах і 9-й одиночний титул Великого шолома.

## Результати фінальних матчів

### Дорослі
| Одиночний розряд. Чоловіки      |                                    |                         |
| Іван Лендл                      | Джон Макінрой                      | 3–6, 2–6, 6–4, 7–5, 7–5 |
|                                 |                                    |                         |
| Одиночний розряд. Жінки         |                                    |                         |
| Мартіна Навратілова             | Кріс Еверт                         | 6–3, 6–1                |
|                                 |                                    |                         |
| Парний розряд. Чоловіки         |                                    |                         |
| Анрі Леконт Яннік Ноа           | Павел Сложил Томаш Шмід            | 6–4, 2–6, 3–6, 6–3, 6–2 |
|                                 |                                    |                         |
| Парний розряд. Жінки            |                                    |                         |
| Мартіна Навратілова Пем Шрайвер | Клаудія Коде-Кільш Гана Мандлікова | 5–7, 6–3, 6–2           |
|                                 |                                    |                         |
| Мікст                           |                                    |                         |
| Енн Сміт Дік Стоктон            | Енн Мінтер Лорі Вордер             | 6–2, 6–4                |
|                                 |                                    |                         |